# Mateusz Jarmakowicz
Mateusz Jarmakowicz (ur. 8 czerwca 1988 we Wrocławiu) – polski koszykarz występujący na pozycjach silnego skrzydłowego oraz środkowego.
W sezonie 2014/15 występował w Polpharmie Starogard Gdański. W lipcu 2015 roku został zawodnikiem Śląska Wrocław. 23 sierpnia 2016 roku podpisał, po raz drugi w karierze, umowę z Energą Czarnymi Słupsk.
6 listopada 2016 podpisał umowę z Legią Warszawa. 3 stycznia 2018 opuścił klub.

## Osiągnięcia
Drużynowe
- Mistrz Polski kadetów (2004)[6]
- Wicemistrz:
  - Polski (2008, 2011)
  - I ligi (2010)
  - Polski kadetów (2003)[6]

Indywidualne
- Uczestnik meczu gwiazd I ligi (2010)[7]
- Zaliczony do I składu mistrzostw Polski juniorów starszych (2008)

Reprezentacja
- Uczestnik mistrzostw Europy U–18 (2005 – 15. miejsce)

## Statystyki
| Sezon     | Drużyna         | M  | S5 | MPG  | FG% | 3P% | FT% | RPG | APG | SPG | BPG | PPG  |
| --------- | --------------- | -- | -- | ---- | --- | --- | --- | --- | --- | --- | --- | ---- |
| 2007/2008 | Turów (PLK)     | 5  | 0  | 3,9  | 0%  | 0%  | 25% | 0,6 | 0,0 | 0,0 | 0,2 | 0,2  |
| 2009/2010 | Turów (PLK)     | 1  | 0  | 3,7  | 0%  | 0%  | 0%  | 3,0 | 0,0 | 0,0 | 0,0 | 0,0  |
| 2009/2010 | Zastal (I liga) | 29 |    | 23,5 | 52% | 16% | 78% | 5,9 | 0,8 | 0,6 | 1,1 | 12,5 |
| 2010/2011 | Turów (PLK)     | 10 | 0  | 2,7  | 43% | 0%  | 25% | 0,5 | 0,0 | 0,0 | 0,0 | 0,7  |
| 2011/2012 | AZS (PLK)       | 32 | 8  | 10,9 | 39% | 36% | 71% | 1,9 | 0,3 | 0,1 | 0,2 | 3,5  |